# Abica
Abica (na nekim zemljovidima i Aba Mala) je nenaseljeni otočić u Kornatskom otočju. Smješten je oko 1 km jugoistočno od rta Ribarska straža na Dugom otoku. Najbliži otok je Aba Donja, 360 m sjeverno.
Površina otoka je 30.875 m2, duljina obalne crte 720 m, a visina 29 metara.

## Vanjske poveznice
|  | Zajednički poslužitelj ima još gradiva o temi Abica |